# Tour Asepxia Rebeldes
Tour Asepxia Rebeldes è stato un tour della band RebeldeS e aveva un totale di quattro presentazioni in tutto il Brasile. 
Il tour è stato un sponsorizzato della marca di sapone Asepxia, in cui i membri della band hanno registrato commerciali del prodotto.
Dopo la chiusura di spettacoli, pubblicità inedite sono state visualizzate sugli schermi. 
Il tour ha avuto il suo inizio il 25 agosto e la fine il 22 del mese seguente.

## Scaletta
1. Rebelde Para Sempre
2. Nada Pode Nos Parar
3. Do Jeito Que Eu Sou
4. Tchau Pra Você
5. Ponto Fraco
6. Quando Estou do Seu Lado
7. Você É o Melhor Pra Mim
8. Depois da Chuva
9. O Amor Está em Jogo
10. Como um Rockstar
11. Juntos Até o Fim
12. Livre Pra Viver
13. Um Dia de Cada Vez
14. Outra Frequência
15. Born This Way
16. Last Nite
17. I Wanna Rock Right Now
18. Firework
19. Toda Forma de Amor
20. Loca
21. Rebelde Para Sempre (remix)
22. Medley: Funk do Google / Eu Quero Tchu, Eu Quero Tcha

## Spettacoli
| Sudamerica        |                       |         |                                         |
| 25 agosto 2012    | San Paolo             | Brasile | Espaço das Américas                     |
| 1º settembre 2012 | Arapiraca             | Brasile | Ilha do Pirá                            |
| 2 settembre 2012  | Aracaju               | Brasile | Área Externa do Emes                    |
| 22 settembre 2012 | São José do Rio Preto | Brasile | Centro Regional de Eventos de Rio Preto |